# Falfala Kfar Qassem BS Club
Maillots
Falfala Kfar Qassem BS Club, en hébreu בני "פלפלה" כפר קאסם, en arabe فلفلة أبناء كفر قاسم est un club israélien de beach soccer basé à Kafr Qassem, Israël.

## Palmarès
- Championnat d'Israël de beach soccer (5)
  - Champion en 2012 et 2013 et 2015 et 2016 et 2019

- Coupe d'Europe des clubs
  - 1er tour en 2013

## Effectif
| #                       | Joueurs               |
| ----------------------- | --------------------- |
| 1                       | Rani Odi              |
| 2                       | Secundino Dos Santos  |
| 4                       | Adam Sarsur           |
| 6                       | Daniel Da Silva Souza |
| 7                       | Rageed Badir          |
| 8                       | Ahmad Sarsur          |
| 9                       | Adam Abo Salook       |
| 10                      | Amar Yatim            |
| 11                      | Muhammad Sarsur Noor  |
| 12                      | Abdel Rahim Sarsur    |
| 13                      | Sameh Moreb           |
| 15                      | Moad Amer             |
| Entraineur : Mamon Amer |                       |